# Marasmiaceae
Marasmiaceae es una familia de hongos basidiomicetos del orden Agaricales. Esta familia contiene 54 géneros y 1.590 especies.
La familia Omphalotaceae, descrita por A. Bresinsky en 1985 como un desprendimiento de Tricholomataceae, ha sido considerada sinónimo de Marasmiaceae.  Sin embargo análisis de ADN por Moncalvo et al. en 2002 y Matheny et al. en 2006 han hecho que la familia fuera aceptada por Index Fungorum y la mayoría de las referencias recientes. Los siguientes géneros se encuentran en esta familia: Anthracophyllum, Gymnopus, Lentinula, Marasmiellus, Mycetinis, Rhodocollybia, Omphalotus.

## Géneros
- Amyloflagellula
- Anastrophella
- Anthracophyllum
- Aphyllotus
- Baeospora
- Calathella
- Calyptella
- Campanella
- Cephaloscypha
- Chaetocalathus
- Clitocybula
- Connopus
- Crinipellis
- Cymatella
- Cymatellopsis
- Deigloria
- Epicnaphus
- Fissolimbus
- Gerronema
- Glabrocyphella
- Gymnopus
- Henningsomyces
- Hispidocalyptella
- Hydropus
- Hymenogloea
- Lactocollybia
- Lecanocybe
- Lentinula
- Macrocystidia
- Manuripia
- Marasmiellus
- Marasmius
- Megacollybia
- Metulocyphella
- Moniliophthora
- Mycetinis
- Neocampanella
- Neonothopanus
- Nochascypha
- Nothopanus
- Omphalotus
- Phaeodepas
- Pleurocybella
- Pseudotyphula
- Rectipilus
- Rhodocollybia
- Setulipes
- Skepperiella
- Stipitocyphella
- Stromatocyphella
- Tetrapyrgos
- Trogia

## Comestibilidad
Dentro de las distintas especies de cada género, se encuentran algunos hongos que son comestibles y otros que no lo son.